# Unione Pedemontana Parmense
L'Unione Pedemontana Parmense è un'unione di comuni costituita nel 2008 dai Comuni di Collecchio, Sala Baganza, Felino, Montechiarugolo e Traversetolo, in Provincia di Parma. Ha una popolazione complessiva di circa 50 800 abitanti ed è dislocata in due diverse aree del Parmense: a ovest con i Comuni di Collecchio, Sala Baganza e Felino, e ad est con i Comuni di Montechiarugolo e Traversetolo. La continuità territoriale dell'Unione tra le due aree è interrotta dagli ambiti territoriali dei Comuni di Parma, Langhirano e Lesignano de' Bagni.
Confina a nord con Noceto e Parma, a ovest con Fornovo di Taro e Medesano, a sud con Terenzo, Calestano e l'Unione Montana Appennino Parma Est e ad est con l'Unione Val d'Enza.
La sede legale dell'Unione è Collecchio. Dal 1º luglio 2024 il presidente è Filippo Casolari, sindaco di Felino.

## Geografia fisica
L'Unione Pedemontana Parmense è collocata ad ovest tra la bassa (Collecchio) e l'alta (Sala Baganza e Felino) collina piacentino-parmense, e ad est tra la pianura reggiana (Montechiarugolo) e la collina emiliana centrale (Traversetolo). Il territorio è perlopiù collinare; le frazioni con maggiore altitudine sono Torre a 338 m s.l.m. e Barbiano a 366 m s.l.m..
Il territorio dell'Unione è attraversato a ovest dal fiume Taro e dai torrenti Baganza e Scodogna, e a est dal fiume Enza e dai torrenti Termina e Parma.
Tra Collecchio e Sala Baganza insiste il Parco dei Boschi di Carrega, un'area di 1283 ettari classificata come sito di interesse comunitario ove sorge il famoso Casino dei Boschi.

## Storia
L'Unione Pedemontana Parmense viene ufficialmente costituita il 16 dicembre 2008, con la stesura dell'atto costitutivo firmato rispettivamente dai sindaci di Collecchio Giuseppe Romanini, di Felino Barbara Lori, di Montechiarugolo Fabrizio Bolzoni, di Sala Baganza Cristina Merusi e di Traversetolo Alberto Pazzoni.
Precedentemente all'Unione esisteva già una convenzione di servizi denominata Associazione Pedemontana Parmense, con la quale i comuni aderenti erogavano in forma associata alcuni servizi, come la polizia municipale e i servizi sociali.
Il 1° giugno 2009 nasce il Corpo Unico di Polizia Municipale dell'Unione Pedemontana Parmense, che riunisce definitivamente in capo all'Unione i singoli servizi di polizia municipale attivi presso i comuni.

## Funzioni
Secondo lo statuto i Comuni possono attribuire all'Unione l'esercizio di una pluralità di funzioni amministrative, sia proprie sia delegate, nonché la gestione di servizi, nell'ambito delle seguenti materie:
- personale;
- gestione delle entrate tributarie e servizi fiscali;
- gestione economica e finanziaria;
- servizi tecnici, urbanistica ed edilizia;
- servizi informativi;
- organizzazione unitaria dei servizi demografici (anagrafe e stato civile);
- appalti di fornitura di beni e servizi;
- appalti di lavori pubblici;
- sportello unico attività produttive;
- attività istituzionali e segreteria;
- polizia municipale;
- protezione civile;
- servizi sociali;
- servizi scolastici;
- elaborazione degli strumenti di pianificazione urbanistica in ambito intercomunale;
- catasto;
- funzioni comunali in materia di edilizia residenziale pubblica;
- istruzione, cultura, sport;
- ambiente;
- turismo;
- Difensore civico.

Ad oggi l'Ente ricopre una moltitudine di servizi, come l'Ufficio Unico del Personale, il Corpo Unico di Polizia e di Protezione Civile, il Servizio Informatico Associato, lo Sportello Unico Attività Produttive, la Centrale Unica di Committenza, il Servizio Finanziario, ed il Settore Turismo.

### Servizio di Polizia Locale
A partire dal 1 giugno 2009, per effetto della Convenzione per la gestione Associata dei Servizi di Polizia municipale dell'Unione Pedemontana Parmense, al Corpo Unico di Polizia Locale sono state trasferite una serie di competenze per le quali ha compiti di gestione e/o coordinamento per tutti i comuni dell'Unione: Collecchio, Felino, Montechiarugolo, Sala Baganza e Traversetolo.
Il 30 novembre 2009 è stato sottoscritto l'Accordo di Programma con la Regione Emilia-Romagna per il riconoscimento del Corpo Unico di Polizia Locale dell'Unione Pedemontana Parmense, approvato con DGR 1581 del 26.10.2009.
Il 29 settembre 2017 viene inaugurata la nuova centrale operativa di Via Donella Rossi 1 a Felino, spostando la sede del comando centrale dal centro del paese, dove era precedentemente collocata in Via del Cerreto.

#### Distaccamenti
Oltre alla centrale operativa di Via Donella Rossi, il Corpo Unico di Polizia Locale Pedemontana Parmense ha i seguenti distaccamenti sul territorio:
- Presidio di Collecchio in Via San Prospero 15;
- Presidio di Sala Baganza c/o Municipio in Via V. Emanuele II 34;
- Presidio di Montechiarugolo c/o Municipio in P.zza Rivasi 4;
- Presidio di Traversetolo c/o Municipio in P.zza Vittorio Veneto 30.

#### Gradi e gerarchia
Il Corpo Unico di Polizia Locale Pedemontana Parmense, come tutti i servizi e corpi di polizia locale dell'Emilia-Romagna, adotta i distintivi di grado e le modalità di progressione previste dalla normativa regionale per i Comuni di cui alla Delibera della Giunta Regionale del 6 ottobre 2021, n. 1557, nella fattispecie dagli allegati A e C.

### Protezione Civile
L’Unione Pedemontana Parmense è titolare della funzione Protezione Civile per i cinque Comuni aderenti, nell’ambito della quale il ruolo dei singoli Sindaci resta insostituibile. Il Servizio di Protezione Civile dell'Unione Pedemontana Parmense è deputato al coordinamento degli interventi sui cinque comuni dell'Unione: Collecchio, Sala Baganza, Felino, Traversetolo e Montechiarugolo.

### Servizi Sociali
L'Azienda Territoriale per i Servizi alla Persona, soggetta alla Direzione e Coordinamento dell'Unione Pedemontana Parmense, ha come missione il miglioramento della qualità dei servizi erogati assicurando alle persone e alle famiglie residenti dei Comuni di Collecchio, Sala Baganza, Felino, Traversetolo e Montechiarugolo interventi e servizi sociali volti a salvaguardare la dignità della persona, la flessibilità e personalizzazione degli interventi.

#### Sportelli Sociali
Pedemontana Sociale dispone di sportelli sociali situati nel territorio di ogni comune appartenente all'Unione per espletare i propri servizi. Gli attuali sportelli sociali sono i seguenti:
- Sportello sociale di Collecchio in P.zza Repubblica 1;
- Sportello sociale di Sala Baganza in Via del Mulino 1;
- Sportello sociale di Felino in L.go Villa Guidorossi 11;
- Sportello sociale di Traversetolo in P.zza Vittorio Veneto 30;
- Sportello sociale di Montechiarugolo c/o fraz. di Monticelli Terme in Via Spadolini 16.

## Infrastrutture e trasporti

### Strade
Il territorio dell'Unione Pedemontana Parmense è attraversato da rete viaria statale e provinciale.

#### Collecchio
- Strada Statale 62 della Cisa, dalla frazione di Lemignano alla frazione di Ozzano Taro;
- Strada Provinciale 49 di Collecchio, dal centro del capoluogo alla frazione di Madregolo;
- Strada Provinciale 58 di Sala Baganza, dal centro del capoluogo a Sala Baganza;
- Strada Provinciale 15 di Calestano, dalla frazione di Stradella a Sala Baganza;
- Strada Provinciale 120 del Parco del Taro dall'intersezione con la SS62 a metà del ponte sul Taro al confine con Medesano.

Il territorio di Collecchio è un punto di passaggio obbligatorio della Strada Statale 62 della Cisa, essendo attraversato trasversalmente dall'arteria statale. Precedentemente la strada attraversava il centro del paese, ma ora il traffico è deviato sulla variante tangenziale al centro abitato che ha assunto lo stesso toponimo statale, mentre i tratti del vecchio tracciato sono stati rinominati con i toponimi comunali di Via Nazionale Lemignano, Via Nazionale Stradella, Via Nazionale Est, Via Spezia e Via Nazionale Ovest.

#### Sala Baganza
- Strada Provinciale 58 di Sala Baganza, dal centro del capoluogo a Collecchio;
- Strada Provinciale 15 di Calestano, da Collecchio a metà del ponte sul Baganza al confine con Felino.

#### Felino
- Strada Provinciale 15 di Calestano, da Calestano a metà del ponte sul Baganza al confine con Sala Baganza;
- Strada Provinciale 56 di Montanara, da Parma all'intersezione con la SP121R e la SP15;
- Strada Provinciale 121R Nuova Pedemontana, dall'intersezione con la SP15 e la SP56 a Langhirano;
- Strada Provinciale 32 Pedemontana, dal centro del capoluogo a Langhirano.

### Ferrovie
Collecchio è l'unico comune dell'Unione che si affaccia su una via ferroviaria, disponendo di una fermata e una stazione sulla linea Parma-La Spezia, ovvero la stazione FS del capoluogo e la fermata di Ozzano Taro. Dal 1953 al 1989 è stata attiva anche la fermata di Gaiano, ora soppressa.

### Mobilità urbana
Il servizio di trasporto pubblico di linea, effettuato con autobus, è gestito dalla TEP.
Collecchio è l'unico comune dell'Unione ad essere altresì servito da servizio di trasporto pubblico di piazza TAXI.

## Amministrazione

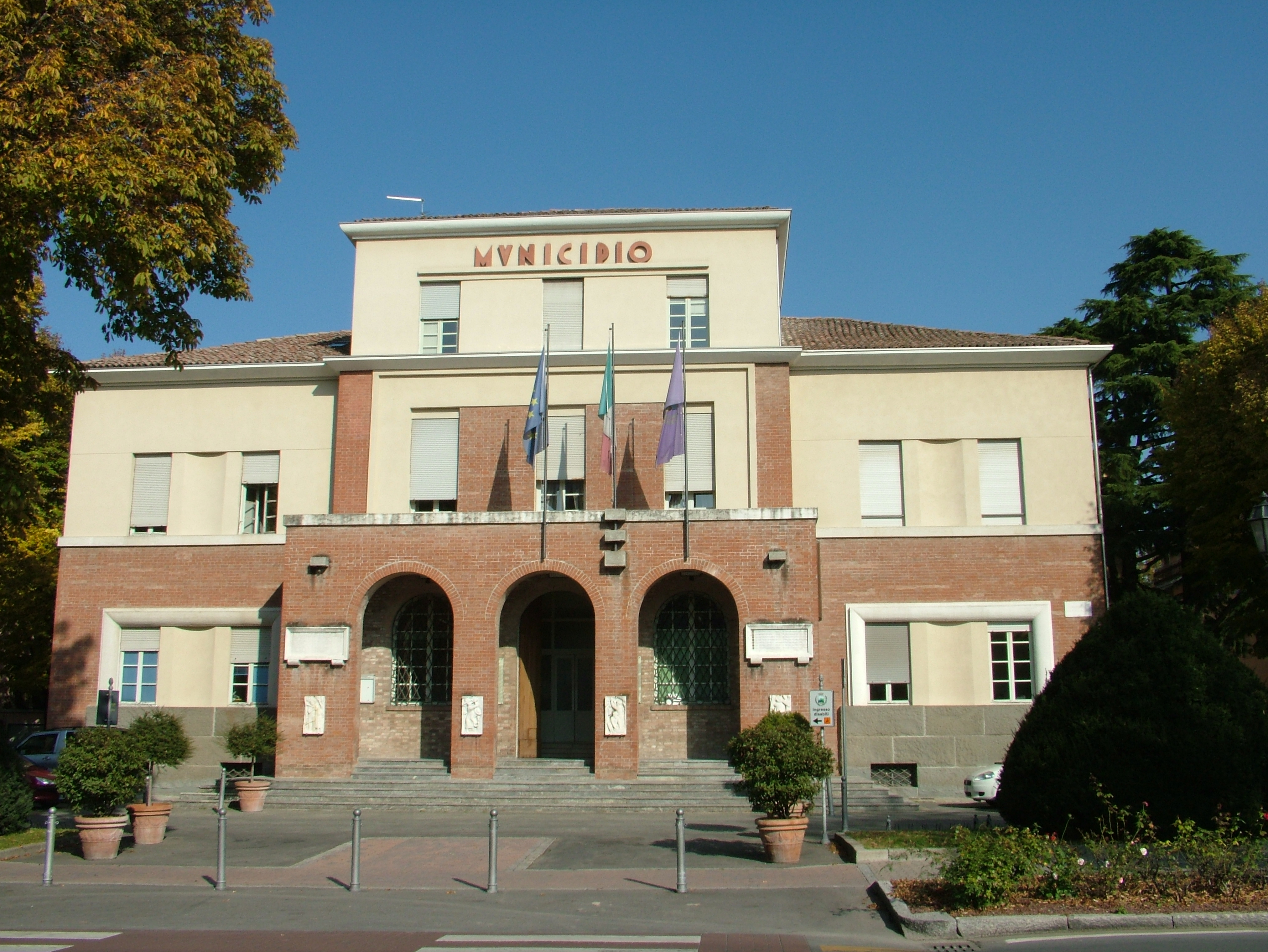
Municipio di Collecchio, sede legale dell'Unione Pedemontana Parmense

Di seguito è presentata una tabella relativa alle amministrazioni che si sono succedute in questa unione di comuni.

### Presidenti nominati
La carica di Presidente dell’Unione è assunta a turno dai sindaci dei Comuni appartenenti all’Unione stessa, di norma per la durata di un anno. La cessazione dalla carica, per qualsiasi causa, di Sindaco nel Comune di provenienza, determina la contestuale decadenza dall’ufficio di Presidente dell’Unione.
Il Presidente è l’organo responsabile dell’amministrazione dell’Unione dei Comuni. In particolare, il Presidente rappresenta l’Unione, convoca e presiede la Giunta; sovrintende al funzionamento degli uffici e all’esecuzione degli atti e svolge relativamente alle funzioni e servizi conferiti tutti gli altri compiti attribuiti dalla Legge ai Sindaci che non risultano incompatibili con la natura delle Unioni comunali, e tutti i compiti attribuiti dallo Statuto e dai Regolamenti dell’Unione.
Ancora, il Presidente sovrintende l’espletamento delle funzioni e dei compiti attribuiti all’Unione e garantisce la coerenza tra indirizzi generali e settoriali, strategie concrete di attuazione e loro risultati.
| Periodo        | Periodo        | Primo cittadino  | Partito         | Carica     | Note                       |
| -------------- | -------------- | ---------------- | --------------- | ---------- | -------------------------- |
| 1º luglio 2019 | 1º luglio 2020 | Aldo Spina       | centro-sinistra | Presidente | Sindaco di Sala Baganza    |
| 1º luglio 2020 | 1º luglio 2021 | Simone Dall'Orto | centro-destra   | Presidente | Sindaco di Traversetolo    |
| 1º luglio 2021 | 1º luglio 2022 | Daniele Friggeri | centro-sinistra | Presidente | Sindaco di Montechiarugolo |
| 1º luglio 2022 | 1º luglio 2023 | Maristella Galli | centro-sinistra | Presidente | Sindaca di Collecchio      |
| 1º luglio 2023 | 1º luglio 2024 | Aldo Spina       | centro-sinistra | Presidente | Sindaco di Sala Baganza    |
| 1º luglio 2024 | 1º luglio 2025 | Filippo Casolari | centro-destra   | Presidente | Sindaco di Felino          |
| 1º luglio 2025 | in carica      | Simone Dall'Orto | centro-destra   | Presidente | Sindaco di Traversetolo    |